# Allium galileum
Allium galileum là một loài thực vật có hoa trong họ Amaryllidaceae. Loài này được Brullo, Guglielmo, Pavone & Salmeri mô tả khoa học đầu tiên năm 2008.